# Basaseachi
Basaseachi es una población del estado mexicano de Chihuahua, uno de sus principales centros turísticos por estar localizada en las cercanías de la Cascada de Basaseachi.
Basaseachi se localiza en una de las zonas más elevadas de la Sierra Madre Occidental, que en Chihuahua recibe el nombre local de Sierra Tarahumara; sus coordenadas geográficas son 28°12′21″N 108°12′31″O / 28.20583, -108.20861 y se encuentra a una altitud de 2,000 metros sobre el nivel del mar, políticamente es una sección municipal del municipio de Ocampo, de acuerdo a los resultados del Censo de Población y Vivienda de 2020 realizado por el Instituto Nacional de Estadística y Geografía, la población de Basaseachi es de 1 874 personas, de cuales 911 son hombres y 963 son mujeres; lo cual la convierte en la localidad más poblada del municipio de Ocampo. Basaseachi se localiza a 274 kilómetros al oeste de la capital del estado, la ciudad de Chihuahua, su principal vía de comunicación es la Carretera Federal 16, que la une al oeste con Ciudad Cuauhtémoc y Chihuahua y hacia el este con Hermosillo, Sonora.
La principal actividad de la población es el turismo, debido a que Basaseachi se encuentra localizado junto al parque nacional Cascada de Basaseachi, donde se encuentra la cascada permanente más alta de México, la Cascada de Basaseachi, que recibe el nombre del poblado.